# Dragón (1745)
Pour les articles homonymes, voir Dragon (homonymie).
Le Dragon était un navire de ligne de 64 canons de la  Marine royale espagnole. Son nom de dédicace était sainte Thérèse d'Avila. Il est bâti à La Havane en 1745.

## Historique de service

### Flotte des Indes
Sous le commandement du capitaine de navire Manuel de Paz, il participe avec l’escadre espagnole sous le commandement d'Andrés Reggio à la bataille navale de La Havane, le 12 octobre 1748 contre l’escadre britannique commandée par Knowles.
Le 14 mai 1749 il arrive à Carthagène des Indes rejoint par le navire Real Familia, après quoi il met le cap sur Cadix.

### Combat contre des pirates algériens
En novembre de 1751 il navigue depuis Cadix à destination de Ferrol avec le navire América (es) comme navire amiral sous les ordres du capitaine de navire Pedro Fitz-James Stuart (es). À l'aube du 28 novembre 1751, près du cap Saint-Vincent, ils aperçoivent les navires algériens, Danzik, de 60 canons, et Castillo Nuevo, de 54. La deuxième d'entre eux réussit à s'échapper, tandis qu'ils donnent la chasse au premier. Dans la bataille de 30 heures sur quatre jours qui s'ensuit, il y a dans les navires espagnols 29 morts et blessés, et sur le bateau corsaire, 194 morts et 320 prisonniers. Sont libérés 50 prisonniers.
Le navire algérien est incendié, faute de pouvoir le sauver, vu les sérieux dégâts occasionnés par le combat. Le Capitaine Stuart est promu chef d'escadre pour son mérite au combat par Ordre royal du 25 décembre 1751.
En février de 1752, les deux navires, Dragon et América font voile de Cadix à Ferrol, avec les 150 membres de l'équipage capturés du Danzik, où ils devront travailler dans les chantiers de la base navale.

### De nouveau dans la flotte des Indes
Cette même année, il part de Cadix à destination de Veracruz, sous le commandement du capitaine de navire Juan Manuel Pérez de Alderete, comme bateau insigne de la division qui faisait escorte à un convoi marchand.
Le 29 mai 1772, il appareille de Cadix en tant que navire amiral (deuxième insigne) de la Flotte de Nouvelle-Espagne, sous le commandement de Luis de Córdova y Córdova, composée de trois bateaux de guerre, et treize marchands. Il revient de Veracruz, le 30 novembre 1773, et après escale à La Havane, il rentre à Cadix le 18 mars 1774, avec plus de sept millions de pesos dans ses cales.
Il prend part, de nouveau comme bateau insigne, dans la dernière Flotte des Indes, sous le commandement du chef d'escadre Antonio de Ulloa Au commandement du Dragon se trouve le brigadier Juan Antonio Cordero Il appareille de Cadix le 8 mai 1776, avec l'España comme navire amiral (premier insigne) et quinze navires marchands, qui arrivent à Veracruz le 25 juillet. Ils partent de nouveau depuis La Havane et arrivent à Cadix le 29 juin 1778, pour se diriger postérieurement à Ferrol à la fin de juillet de 1778.

### Guerre d'Indépendance des États-Unis
Au commencement de la guerre d'indépendance des États-Unis en juin de 1779, le Dragon appareille de Ferrol avec quatre frégates pour patrouiller sur les côtes de la mer Cantabrique, après quoi, il rentre à Ferrol, début du mois d'octobre. Mi-octobre, il appareille de Ferrol, à destination de Cadix, pour une croisière de surveillance sur les Açores. En janvier 1780, il est incorporé dans l'escadre du lieutenant-général Luis de Córdoba.
Le 28 avril 1780, sous le commandement du capitaine de navire Pedro Autrán, il appareille de Cadix à destination de La Havane avec l’escadre commandée par José Solano y Bote, qui arrive à La Havane le 4 août.
Avec l'escadre commandée par José Solano y Bote il participe à l'occupation de Pensacola en 1781, rejoint par la frégate Sant Clara la Americana, la frégate britannique capturée London et le brigantin Márgara. À la fin de janvier de 1782 il appareille de La Havane pour faire barrage à la Catalina, capturée par les Britanniques. En avril 1782, il se trouve en réparations dans l'arsenal de La Havane.

### Naufrage
Sous le commandement du brigadier Miguel Alfonso de Sousa, il appareille de La Havane le 22 mai 1782, rejoint par le San Lorenzo, à destination de Veracruz. Le 29 mai, il échoue dans le Bajo Nuevo de Campeche. Il est renfloué avec l'aide du San Lorenzo, mais finit par sombrer avec 60 hommes à bord.